# Saeta (aerolínea)
SAETA (Sociedad Anónima Ecuatoriana de Transportes Aéreos) fue una aerolínea privada ecuatoriana que operó vuelos nacionales e internacionales. Sus operaciones comerciales fueron del año 1960 al 2000. A inicios de los años noventa se fusionó con la también aerolínea ecuatoriana SAN.  

## Historia
Desde Quito y Guayaquil, esta última su base de operaciones, desarrolló rutas hacia Miami, Los Ángeles, Nueva York, Ciudad de México, Ciudad de Guatemala, Ciudad de Panamá, Caracas, Bogotá, Lima, Santiago de Chile y Buenos Aires. A inicios de los años 1990 absorbió a la también aerolínea ecuatoriana SAN, con lo cual fue renombrada SAN-SAETA creciendo sus frecuencias y flota para vuelos nacionales e internacionales. A mediados de los años 1990 sucesos como la inestabilidad política y la devaluación de la moneda, hicieron daño a SAETA, lo que provocó una reducción de los pasajeros, sumado a la cancelación de vuelos a los Estados Unidos debido a la pérdida de la categoría 1 de la autoridad aeronáutica ecuatoriana desde 1993, acelerando su caída.   
En 1995 el conglomerado aeronáutico fue adquirido por Líneas Aéreas Paraguayas. Tanto SAN como SAETA tuvieron graves fallas de seguridad, que se tradujeron en la pérdida de varios vuelos. En febrero de 2000 cesó sus operaciones debido a severos problemas financieros.   

## Antiguos destinos
| Destinos                                                             | Aeropuertos                                     | Notas     |
| -------------------------------------------------------------------- | ----------------------------------------------- | --------- |
| Cuenca, Azuay                                                        | Aeropuerto Internacional Mariscal La Mar        | Desde UIO |
| Guayaquil, Guayas                                                    | Aeropuerto Internacional José Joaquín de Olmedo | Desde UIO |
| [[Archivo:\|20x20px\|border\|Bandera de Pichincha]] Quito, Pichincha | Aeropuerto Internacional Mariscal Sucre         | HUB       |
| Tulcán, Carchi                                                       | Aeropuerto Teniente Coronel Luis A. Mantilla    | Desde UIO |

| Países         | Destinos            | Aeropuertos                                         | Notas     |
| -------------- | ------------------- | --------------------------------------------------- | --------- |
| Argentina      | Buenos Aires        | Aeropuerto Internacional Ministro Pistarini         | Desde GYE |
| Estados Unidos | Miami               | Aeropuerto Internacional de Miami                   | Desde UIO |
| Estados Unidos | Los Ángeles         | Aeropuerto Internacional de Los Ángeles             | Desde UIO |
| Estados Unidos | Nueva York          | Aeropuerto Internacional JFK                        | Desde UIO |
| Chile          | Santiago de Chile   | Aeropuerto Internacional Arturo Merino Benítez      | Desde GYE |
| Colombia       | Bogotá              | Aeropuerto Internacional El Dorado                  | Desde UIO |
| Guatemala      | Ciudad de Guatemala | Aeropuerto Internacional La Aurora                  | Desde UIO |
| Guatemala      | Flores              | Aeropuerto Internacional Mundo Maya                 | Desde UIO |
| México         | Ciudad de México    | Aeropuerto Internacional de la Ciudad de México     | Desde UIO |
| Panamá         | Ciudad de Panamá    | Aeropuerto Internacional Tocumen                    | Desde UIO |
| Costa Rica     | San José            | Aeropuerto Internacional Juan Santamaría            | Desde UIO |
| Perú           | Lima                | Aeropuerto Internacional Jorge Chávez               | Desde GYE |
| Venezuela      | Caracas             | Aeropuerto Internacional de Maiquetía Simón Bolívar | Desde UIO |

## Antigua flota
| Aeronave               | Número | Introducido | Retirado |                                                                                        | Notas                                            |
| ---------------------- | ------ | ----------- | -------- | -------------------------------------------------------------------------------------- | ------------------------------------------------ |
| Airbus A310-300        | 2      | 1992        | 1996     | HC-BRP y HC-BSF                                                                        |                                                  |
| Airbus A320-200        | 4      | 1994        | 1999     | HC-BTV, HC-BUH, HC-BUJ y HC-BUM                                                        |                                                  |
| Boeing 707C            | 1      | 1985        | 1993     | HC-BLY                                                                                 |                                                  |
| Boeing 727-100         | 2      | 1981        | 2000     | HC-BPL y HC-BJL                                                                        |                                                  |
| Boeing 727-200         | 5      | 1991        | 2000     | HC-BRG, HC-BVU, HC-BVY, HC-BLV y N327JL                                                | HC-BLV y N327JL provenían de SAN, tras la fusión |
| Boeing 737-200         | 1      | 1994        | 1995     | HC-BTI                                                                                 |                                                  |
| Boeing 737-300         | 2      | 1994        | 2000     | N250GE y N375TA                                                                        |                                                  |
| Douglas DC-3/C-47      | 3      | 1960        | 1977     | HC-AVQ, HC-AXP y HC-APT                                                                |                                                  |
| Sud Aviation Caravelle | 4      | 1975        | 1986     | HC-BAD, HC-BAE, HC-BDS y HC-BAI. I-DABE y I-DABW usados para piezas, nunca en servicio |                                                  |
| Tupolev Tu-134         | 2      | 1997        | 1998     | EY-65763 y EY-65788                                                                    | Provenientes de SAN, tras la fusión              |
| Vickers Viscount       | 6      | 1969        | 1980     | N7440, HC-AYZ, XC-POV, HC-ART, HC-AVP y HC-ARS                                         |                                                  |

## Accidentes e incidentes[2]
- El 3 de julio de 1969 un Douglas DC-3 de SAETA que cubría la ruta Tulcán-Quito sufrió un intento de secuestro por parte de 13 pasajeros. Los secuestradores tuvieron éxito y arribaron a Cuba.
- El 3 de junio de 1970 un Vickers Viscount se salió de la pista en el aeropuerto de Cuenca. No hubo víctima, pero la aeronave quedó irreparable.
- El 20 de octubre de 1971 un Vickers Viscount fue secuestrado por seis pasajeros cubanos mientras hacía la ruta Cuenca-Quito. Los secuestradores tuvieron éxito y llegaron a Cuba.
- El 15 de agosto de 1976, se accidentó el vuelo 011 de SAETA (Vickers Viscount) en el volcán Chimborazo que cubría la ruta Quito-Cuenca; tras contactar con Ambato, se pierde su pista. Murieron 5 tripulantes y 52 pasajeros. Los restos fueron encontrados en 2002
- El 18 de enero de 1978 un Sud Aviation Caravelle fue secuestrado mientras cubría la ruta Guayaquil-Quito. El avión fue conducido a Cuba.
- El 23 de abril de 1979 se pierde la pista del vuelo 232 de SAETA (Vickers Viscount) que hacía la ruta Quito-Cuenca desapareció en la provincia de Pastaza. Murieron 59 personas. Los restos se encontraron tras cinco años de búsqueda.
- El 18 de enero de 1986 un Sud Aviation Caravelle se estrelló tras fallar la aproximación al destino mientras hacía la ruta Ciudad de Guatemala - Flores-Santa Elena. Murieron 94 personas.
- El 22 de agosto de 1997 un Boeing 727-200 (HC-BVU) sin el tren de aterrizaje, debido a un fallo humano, tomó tierra en San Cristóbal, Galápagos proveniente de Quito. No hubo que lamentar víctimas, pero el avión quedó irrecuperable.